# Harchuf

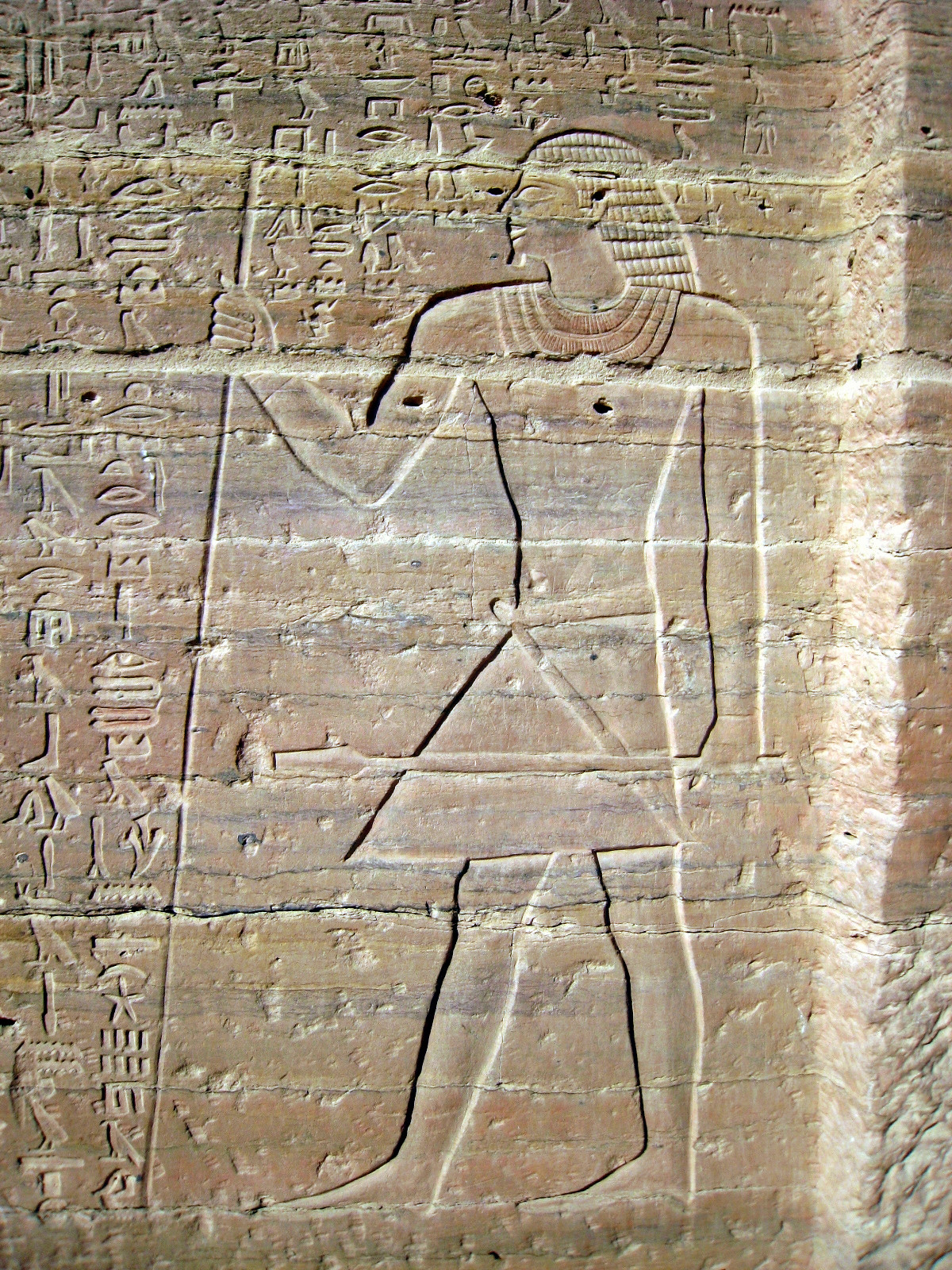
Harchuf - wizerunek z reliefu nagrobnego

Harchuf – egipski dostojnik z okresu panowania Merenre I i Pepiego II, władców z VI dynastii (XXIII wiek p.n.e.); namiestnik (nomarcha) Asuanu i Elefantyny. 
Na polecenie władców zorganizował kilka wypraw handlowo - wojskowych do Nubii, ściślej do krainy Jam, lokalizowanej obecnie w Butanie lub okolicach dzisiejszej Dongoli, przywożąc wielką ilość różnorodnych bogactw. Z polecenia Merenre I wyprawiał się na południe trzykrotnie, aby zbadać drogi prowadzące do Nubii oraz nawiązać kontakty gospodarcze i wojskowe, przy okazji  rozszerzając egipską strefę wpływów w Nubii. 
Podczas trzeciej wyprawy władca Jam towarzyszył mu w ekspedycji przeciwko Libijczykom Czemehu, którzy zostali pokonani i zmuszeni do uległości. Z tej to wyprawy przywiódł 300 osłów objuczonych m.in. kadzidłem, hebanem, skórami panter, kością słoniową.
W drugim roku panowania Pepiego II przywiózł z jednej z wypraw „małego człowieka”, prawdopodobnie pigmeja, którego ofiarował w prezencie – będącemu wówczas ośmioletnim dzieckiem – faraonowi Pepiemu II, uprzedziwszy go o tym fakcie przez posłańca. Pigmeje byli rzadkością w Egipcie i cieszyli się dużym uznaniem ze względu na swoje zdolności taneczne. Młody władca był tak zachwycony, że natychmiast wysłał na spotkanie Harchufa swojego posłańca z listem, w którym dokładnie opisał, jakie Harchuf ma podjąć środki zaradcze, aby podczas podróży nie przydarzył się cennemu karłowi żaden wypadek. Harchuf, dumny z otrzymania listu od samego władcy, kazał wyryć jego treść na ścianie swojego grobowca. Historia wyryta na jego grobie jest najwcześniej udokumentowaną kroniką ekspedycji odkrywczej. 
Został pochowany w grobowcu w Qubbet el-Hawa koło Asuanu.